# Turkeyenhof
Het Turkeyenhof is voor de heemkundige kring Ter Cuere een heemhuis en een documentatiecentrum. In de museumhoeve krijgt de bezoeker via de tentoongestelde oude gebruiksvoorwerpen, Gallo-Romeinse vondsten die dateren uit de periode 70 – 100 na Christus, foto’s en affiches, een brede kijk op het verleden van de gemeente Bredene en streek.

## De naam Turkeyenhof
De naam van het museum verwijst naar de wijk ‘Turkeyen’, gelegen langs de Driftweg, tussen de Groenendijk en de Parklaan. De wijk verdween met de aanleg van de Koninklijke Baan (1904).
De wijk werd genoemd naar een hoeve “Cleen Turquie” genoemd, aan het uiteinde van de Groenendijk.

## Geschiedenis van de hoeve

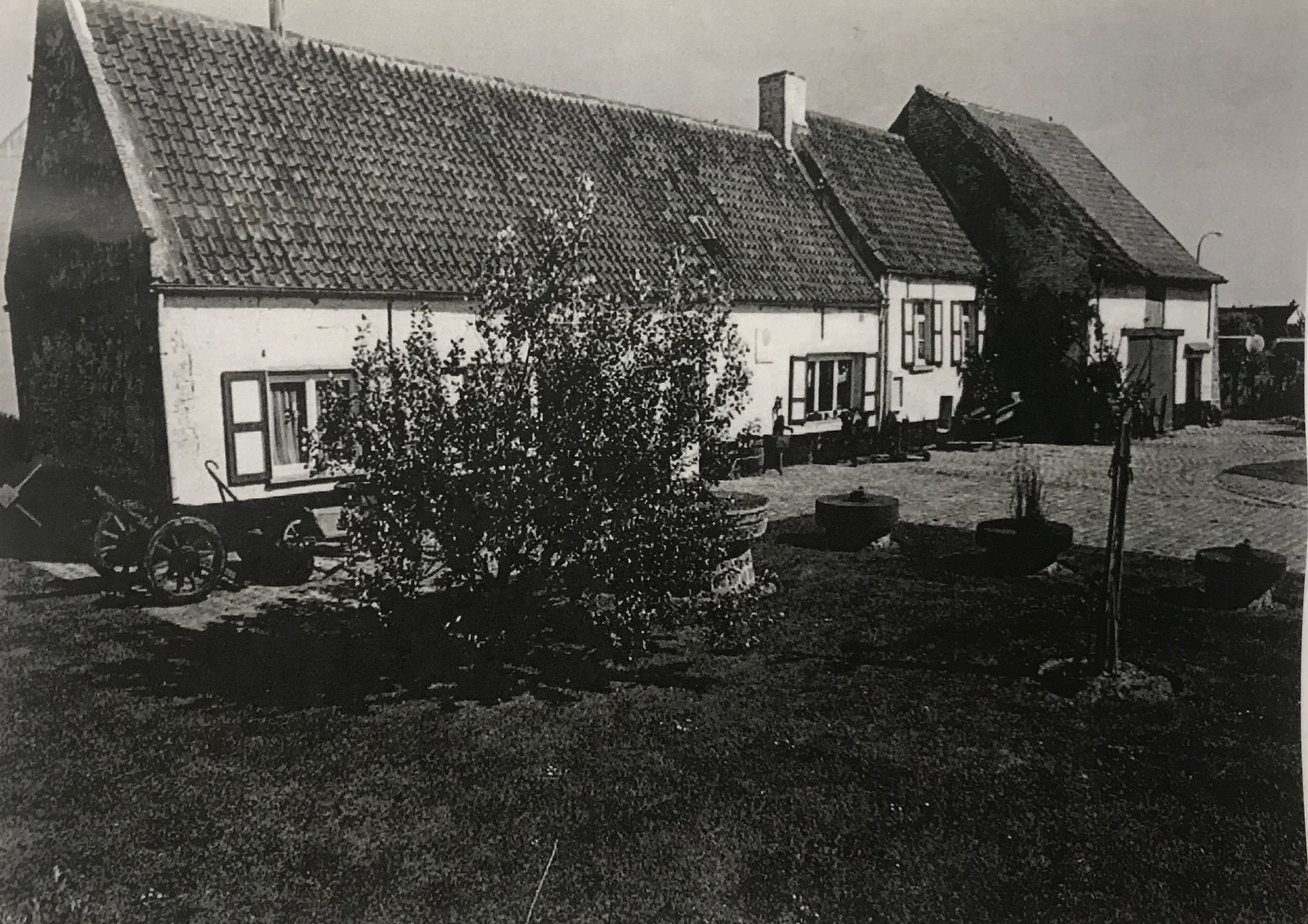
Turkeyenhof Bredene

Het Turkeyenhof is een gerestaureerde hoeve uit 1737 in klassieke polderhoevestijl.
- vermelding van de hoeve in charters van de 13de eeuw en op kaart van Pieter Pourbus van 1565
- vernieling van de hoeve tijdens beleg van Oostende (1601 – 1604)
- 1737 – 1746: bouw van het huidig woonhuis
- 1881 - 1885: schuur en stallingen worden vernield door een brand, heropbouw
- de boerderij was als gebouwencomplex een van de grootste van het arrondissement Oostende
- bij verkaveling van de gronden in 1978 werd de boerderij gesloopt met uitzondering van woonhuis, stuk schuur en hondehok

Het Turkeyenhof is het heemhuis van de heemkring Ter Cuere.
De heemkring werd in mei 1966 op het gemeentehuis te Bredene gesticht.
Aanvankelijk was het heemhuis gelegen te Bredene Dorp naast de pastorij, vanaf augustus 1979 in het Turkeyenhof.

## Het museum

### Afdelingen
Het museum bevat volgende afdelingen:

#### Gereedschap oude ambachten
In het Heemkundig Museum Turkeyenhof vindt men gereedschap van onder meer de vroegere klompenmaker, schoenmaker, schrijnwerker, arduinbewerker en loodgieter.
Daarnaast herbergt het museum een uitgebreide collectie aan Noordzeeschelpen, fossielen en mammoetresten die door de Vlaamse vissers uit de Noordzee werden opgevist.
Tevens beschikt de kring over een uitgebreide boekenverzameling en archief.
Een ander opvallend deel van de collectie is de lotingstrommel.
Tot aan de invoering van de dienstplicht in 1910 werd aan de hand van loting bepaald wie voor twee of drie jaar soldaat moest zijn.
Bredene was de hoofdplaats van een militiekanton.
De originele lotingstrommel die des tijds werd gebruikt, staat vandaag tentoongesteld in het Turkeyenhof.

#### Schelpenverzameling

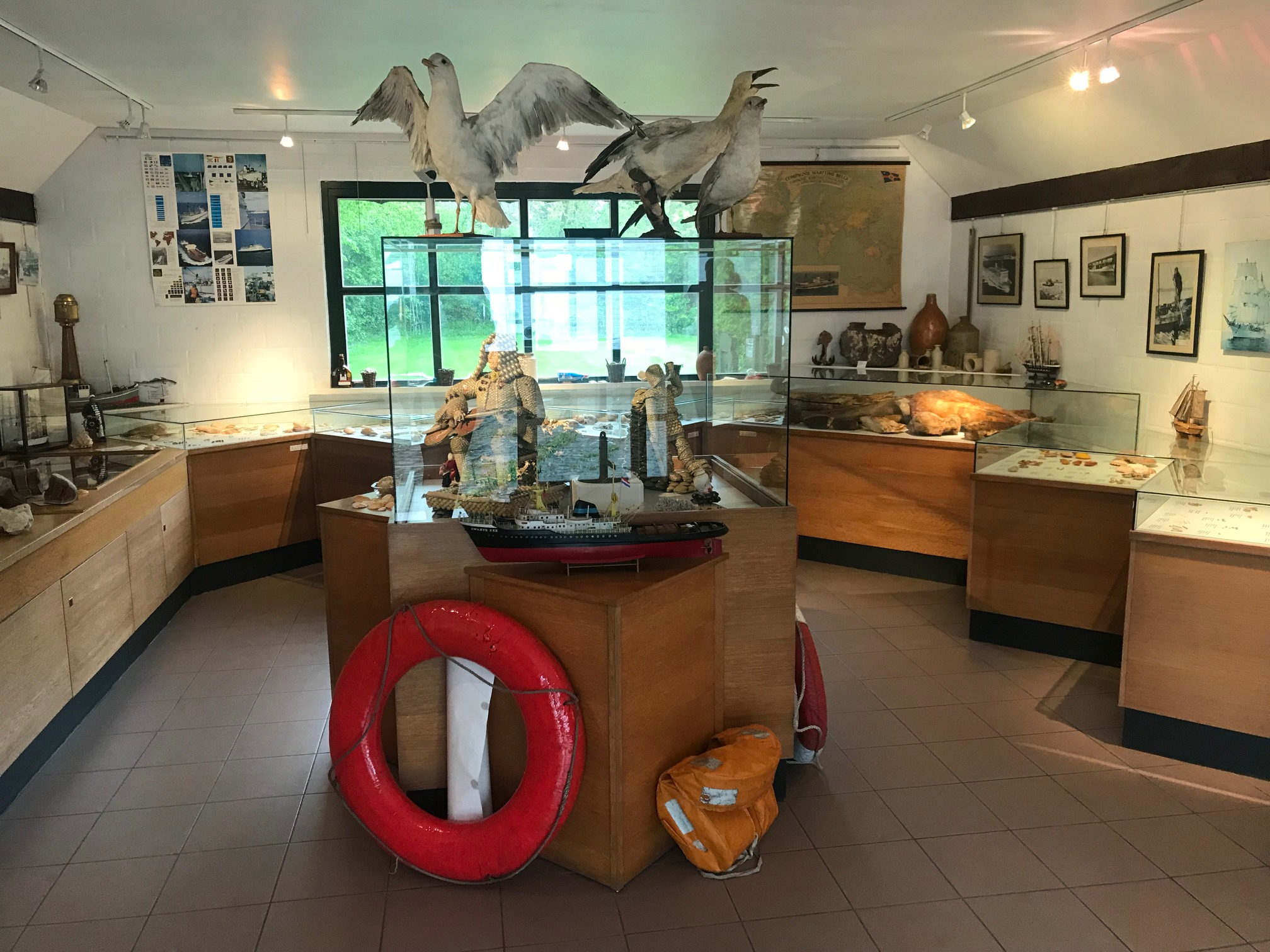
Turkeyenhof Schelpenverzameling

- Schelpen uit de Noordzee
- Vissersgerief
- Fossielen
- Mammoetoverblijfselen

#### Zaal Bredene
- Archeologische vondsten

Tijdens turfsteken eind 18de-begin 19de eeuw, werden overblijfselen van een grafveld en een tiental potten gevonden. Daarnaast werd een ambachtelijke wijk ontdekt bij verkavelingswerken langs de Sluisvlietlaan.
In de periode 1979-1982 werd een bodemonderzoek verricht door de Vereniging voor Oudheidkundig Bodemonderzoek West-Vlaanderen. De vondsten zijn bewoningsresten.
In mei 1976 werden tijdens werkzaamheden in de Fazantenlaan 25 skeletten blootgelegd.
Uit de C14-datering is gebleken dat de geraamten dateren uit de periode tussen 1365 en 1455 na Christus.
De overblijfselen van het grafveld, de tientallen potten, bewoningsresten en skeletten zijn te bezichtigen in de zaal Bredene.
- Bredens aardewerk
- Toerisme

Ook een overzicht van de geschiedenis over toerisme in Bredene wordt tentoongesteld.

#### Bibliotheek
De heemkring Ter Cuere bezit in het Turkeyenhof een bibliotheek met een ruim aanbod van boeken over de lokale geschiedenis van Bredene en de kust, wereldgeschiedenis, heem-en volkskunde, genealogie, archeologie, kunst en onderwijs, Wereldoorlog I en II, zeevaart en visserij en encyclopedieën.

#### Oudmodisch café
Ingericht in origineel interieur uit grootouders tijd.

#### Woonhuis, bakhuis met gerestaureerde oven, schuur, wagenkot en hondenkot

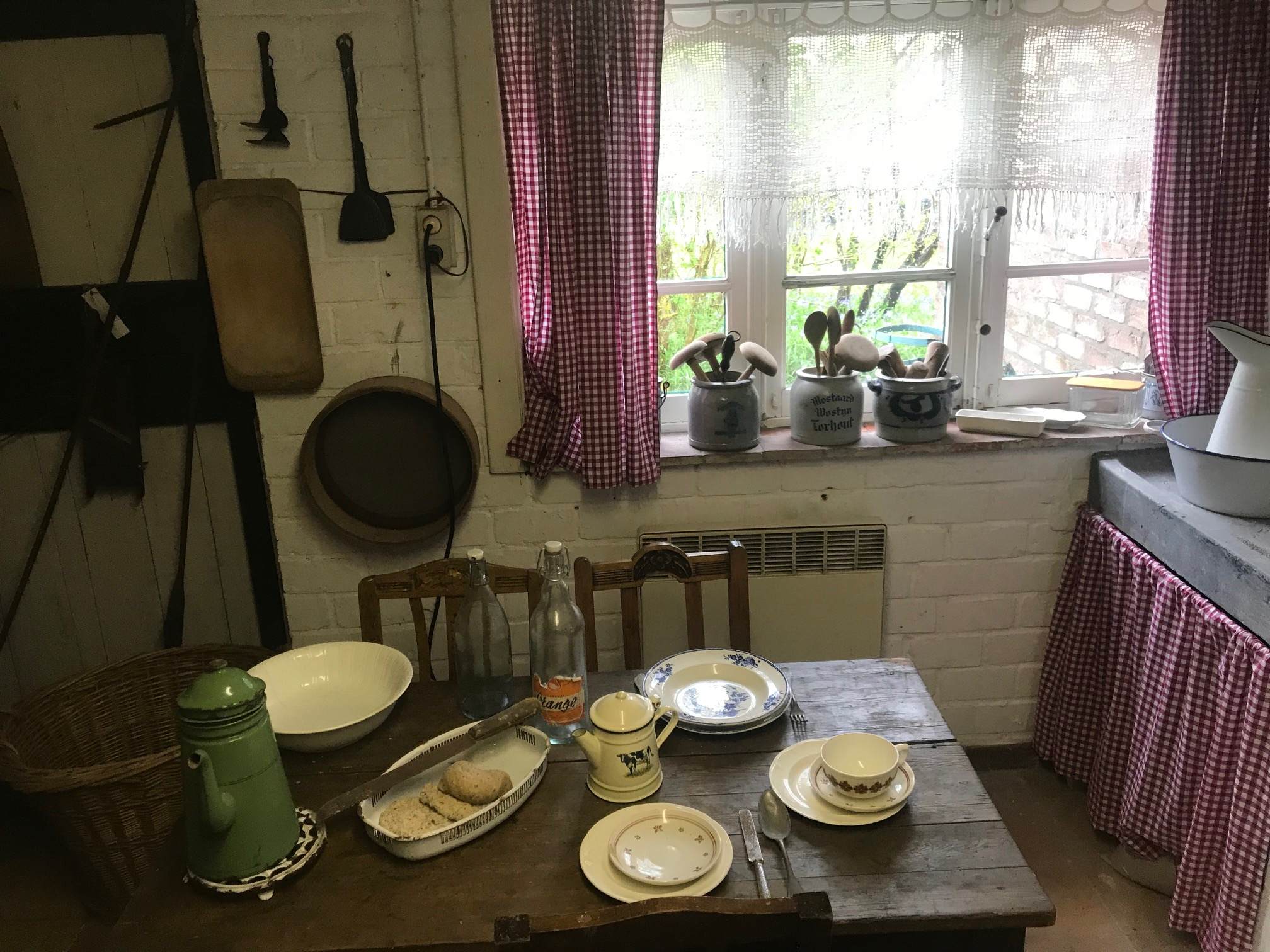
Bakhuis Turkeyenhof Bredene

In het bakhuis bevindt zich een 200 jaar oude bakoven die nog in perfecte staat is. Éénmaal per jaar wordt er nog brood gebakken in deze oven. Bezoekers kunnen dit brood kopen.
Daarnaast zijn er allerhande voorwerpen aanwezig die vroeger in de keuken op de boerderij gebruikt werden.
De schuur is een restant van de vroegere grote schuur. Deze wordt nu gebruikt als tentoonstellingsruimte (met de geschiedenis van Bredene).
Verder wordt de schuur ook gebruikt om er voorstellingen te geven (zoals voordrachten, lezingen, vertoning van een film of een powerPoint).
Het wagenkot doet geen dienst meer als wagenkot maar is ook omgevormd tot tentoonstellingsruimte met Noordzeeschelpen.
Het hondenkot is nog steeds hetzelfde hondenkot zoals deze er stond wanneer de hoeve nog agrarisch actief was.

#### WOI tentoonstelling
De heemkring Ter Cuere heeft een tijdelijke tentoonstelling ingericht.
Deze tentoonstelling is opgebouwd met voorwerpen, kaarten en foto's, waarmee de bezoekers een beeld krijgen, hoe het er in Bredene en omgeving aan toe ging in 1917.

## Galerij

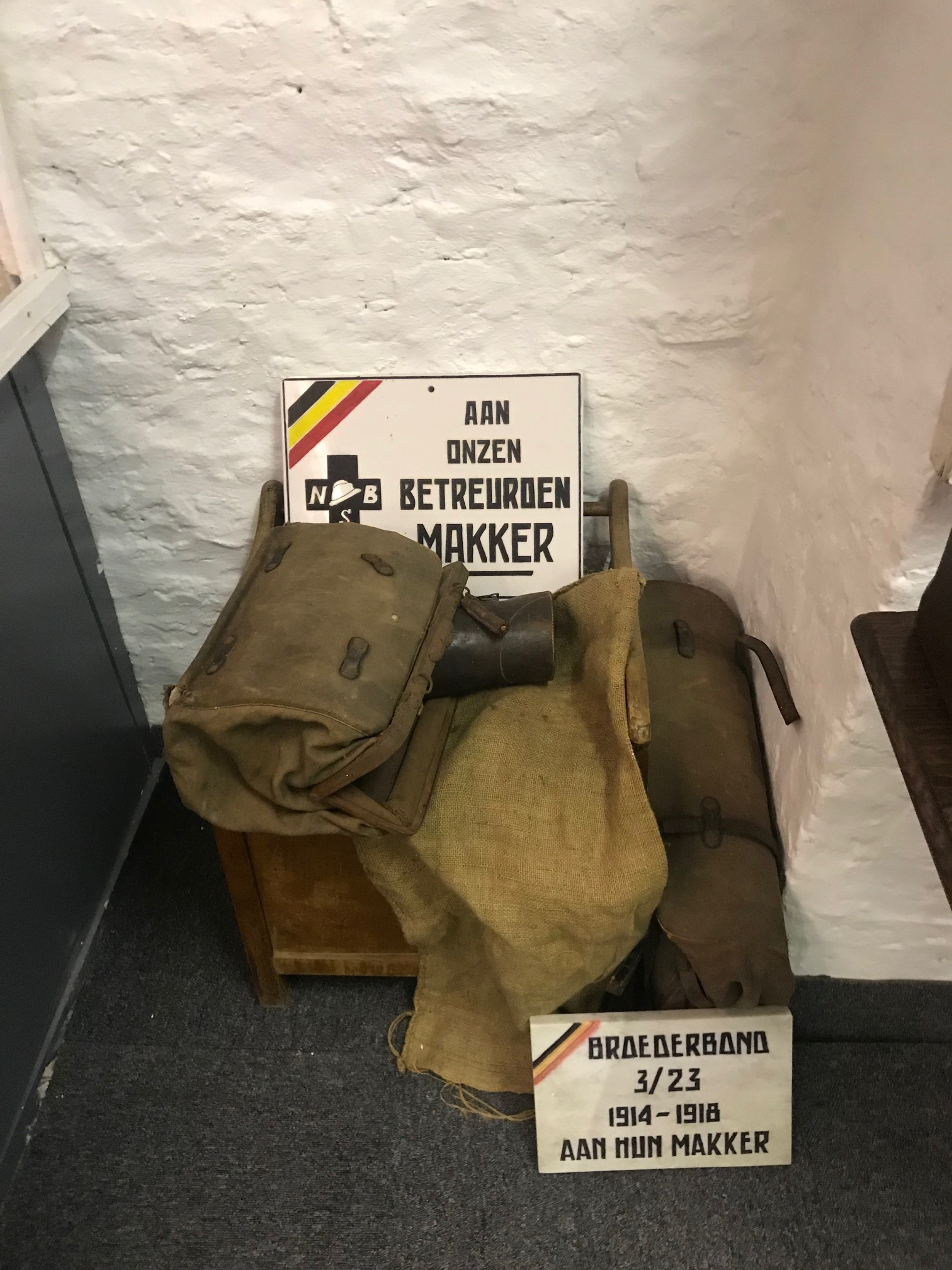
WOI tentoonstelling
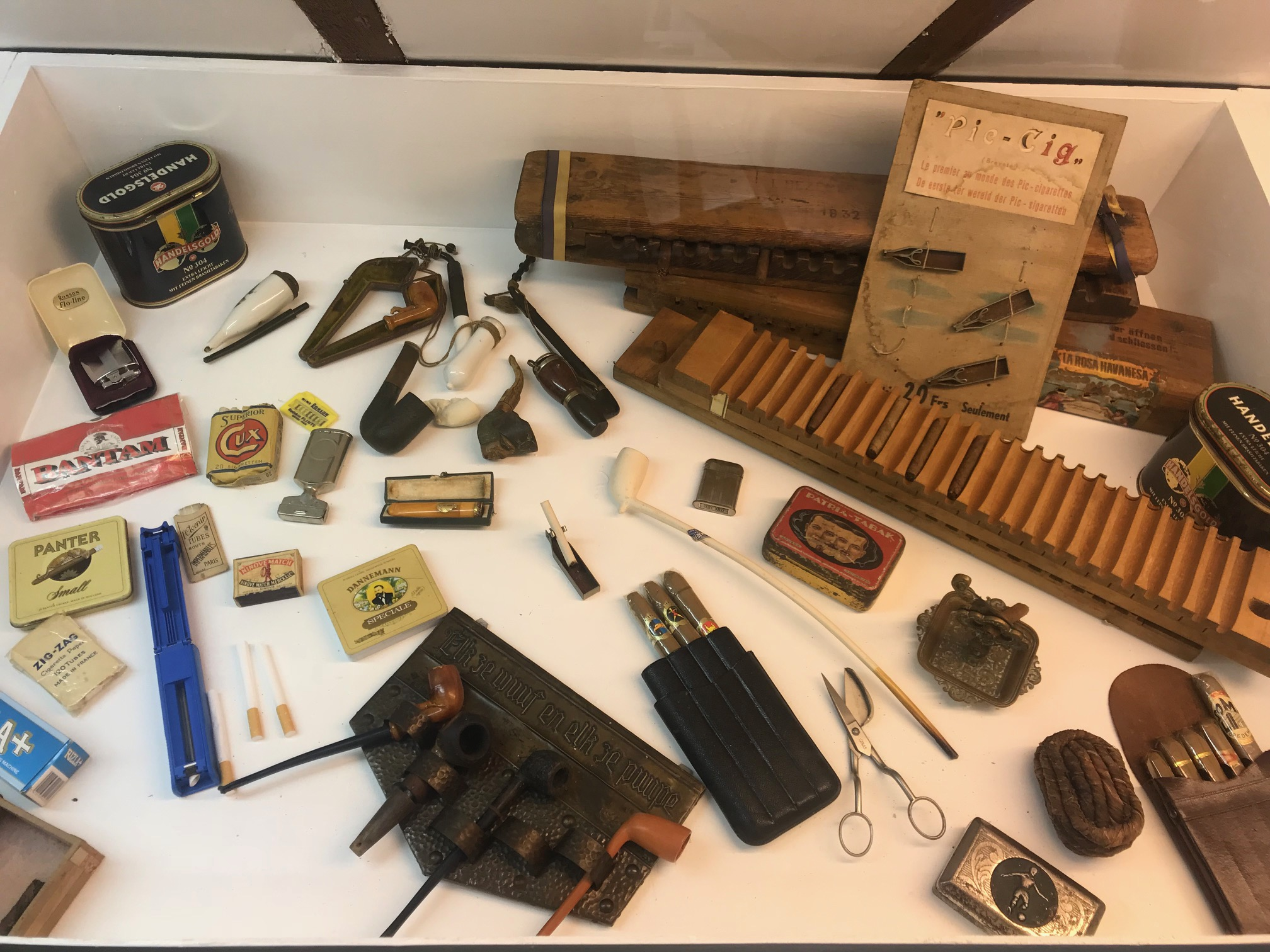
Oude ambachten
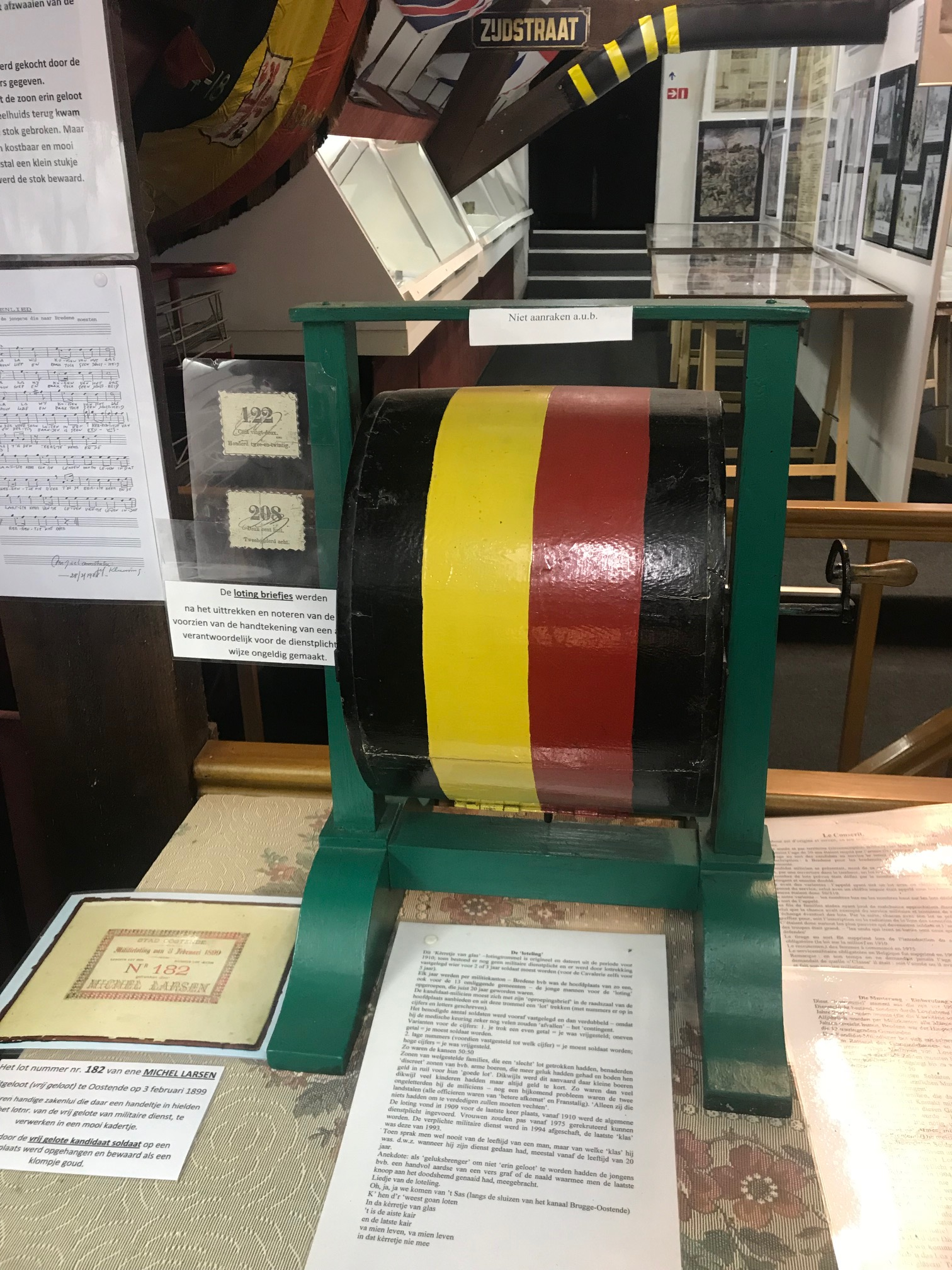
Lotingstrommel
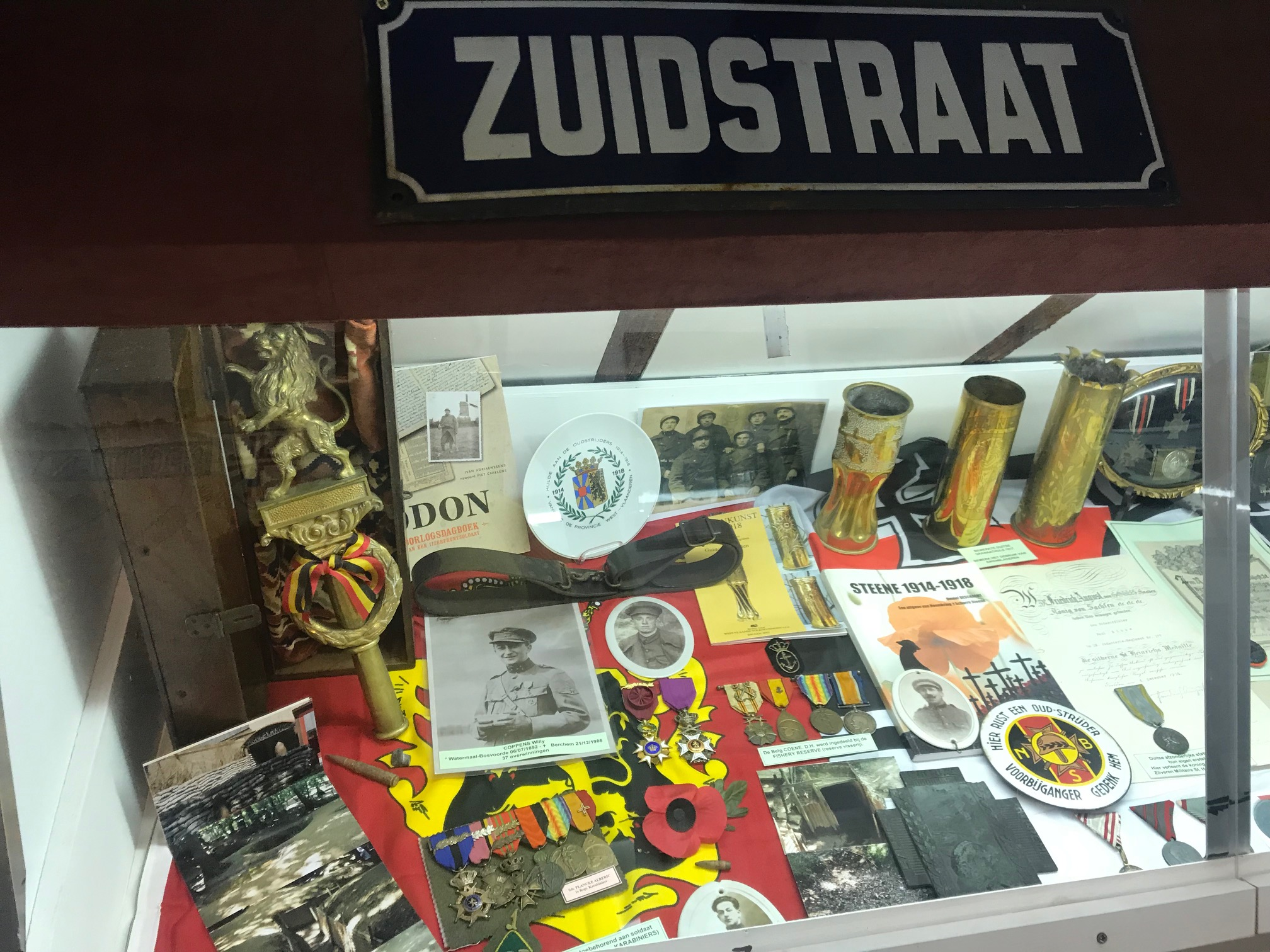
WOI tentoonstelling
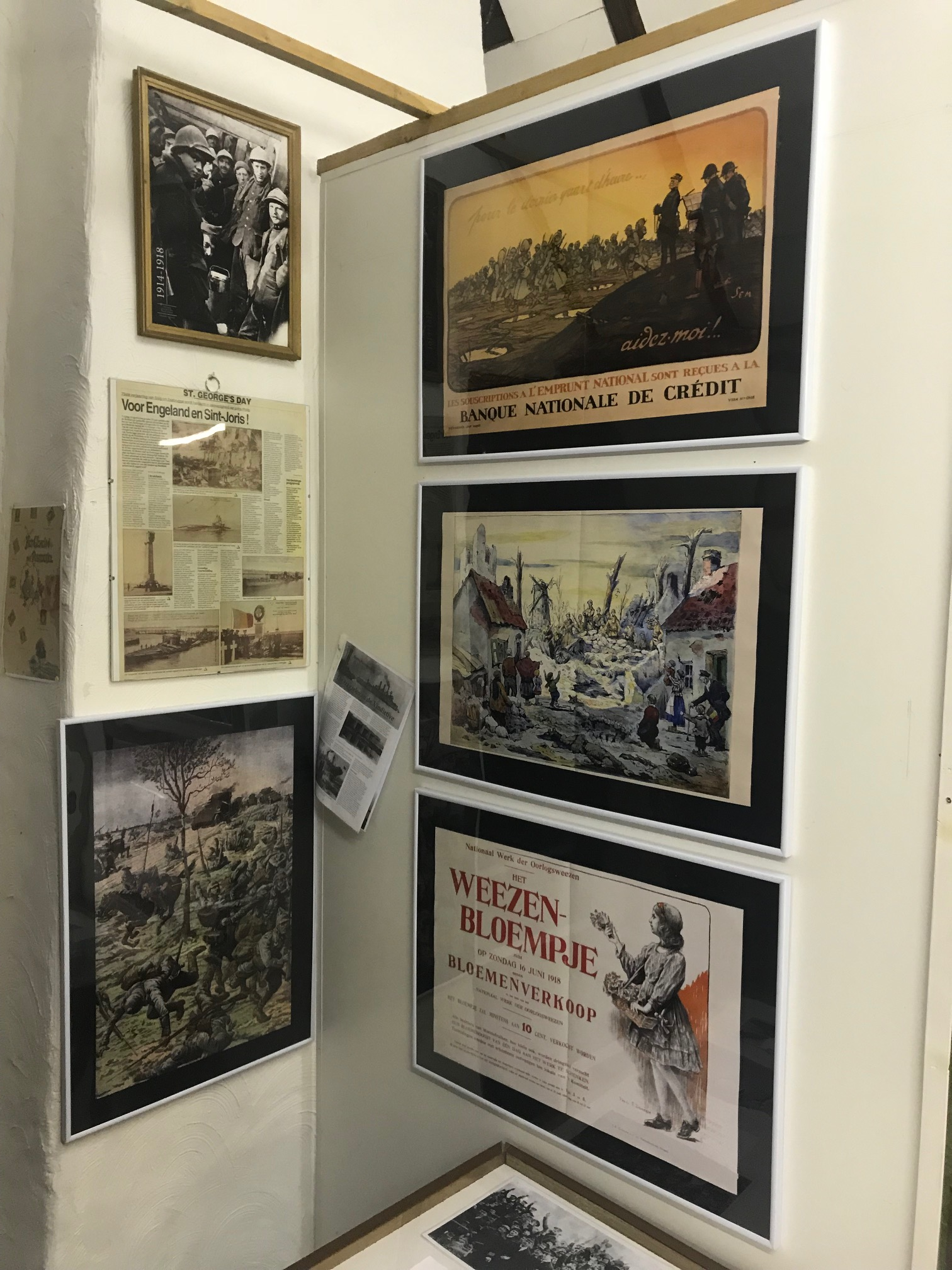
WOI tentoonstelling